# Studenec, Levoča
Studenec este o comună slovacă, aflată în districtul Levoča din regiunea Prešov. Localitatea se află la altitudinea de 463 m deasupra n.m., se întinde pe o suprafață de 8,3 km2 și în 2017 număra 495 de locuitori.

## Istoric
Localitatea Studenec este atestată documentar din 1264.

## Demografie
| An:                | 1994 | 2004   | 2014   | 2024   |
| ------------------ | ---- | ------ | ------ | ------ |
| Număr de persoane: | 457  | 499    | 492    | 540    |
| Diferență:         |      | +9,19% | −1,40% | +9,75% |

| An:                | 2023 | 2024   |
| ------------------ | ---- | ------ |
| Număr de persoane: | 521  | 540    |
| Diferență:         |      | +3,64% |